# Vlag van de Faeröer
De vlag van de Faeröer is gebaseerd op de vlag van IJsland en bestaat dan ook uit een Scandinavisch kruis. De vlag is in 1919 in Kopenhagen ontworpen door Jens Oliver Lisberg, Janus Øssursson en Paula Dahl. Het eerste semi-officiële gebruik van de vlag was in 1931. In 1940 hebben de Britse autoriteiten (die de Faeröer op dat moment bezet hielden) de vlag erkend als officiële scheepvaartvlag, om zo schepen van de Faeröer te kunnen onderscheiden van die van het door de Duitsers bezette Denemarken. Op 23 maart 1948 kreeg de vlag de status van landsvlag. Naast de gelijkenis met de vlag van IJsland (en de vlag van Noorwegen), hebben de kleuren ook een eigen betekenis. Het wit staat voor de pure lucht en het schuim van de golven, de kleuren rood en blauw zijn afkomstig van een traditionele hoofdtooi op de eilanden. De vlag draagt de naam Merkið, wat het merk betekent.

## Geschiedenis

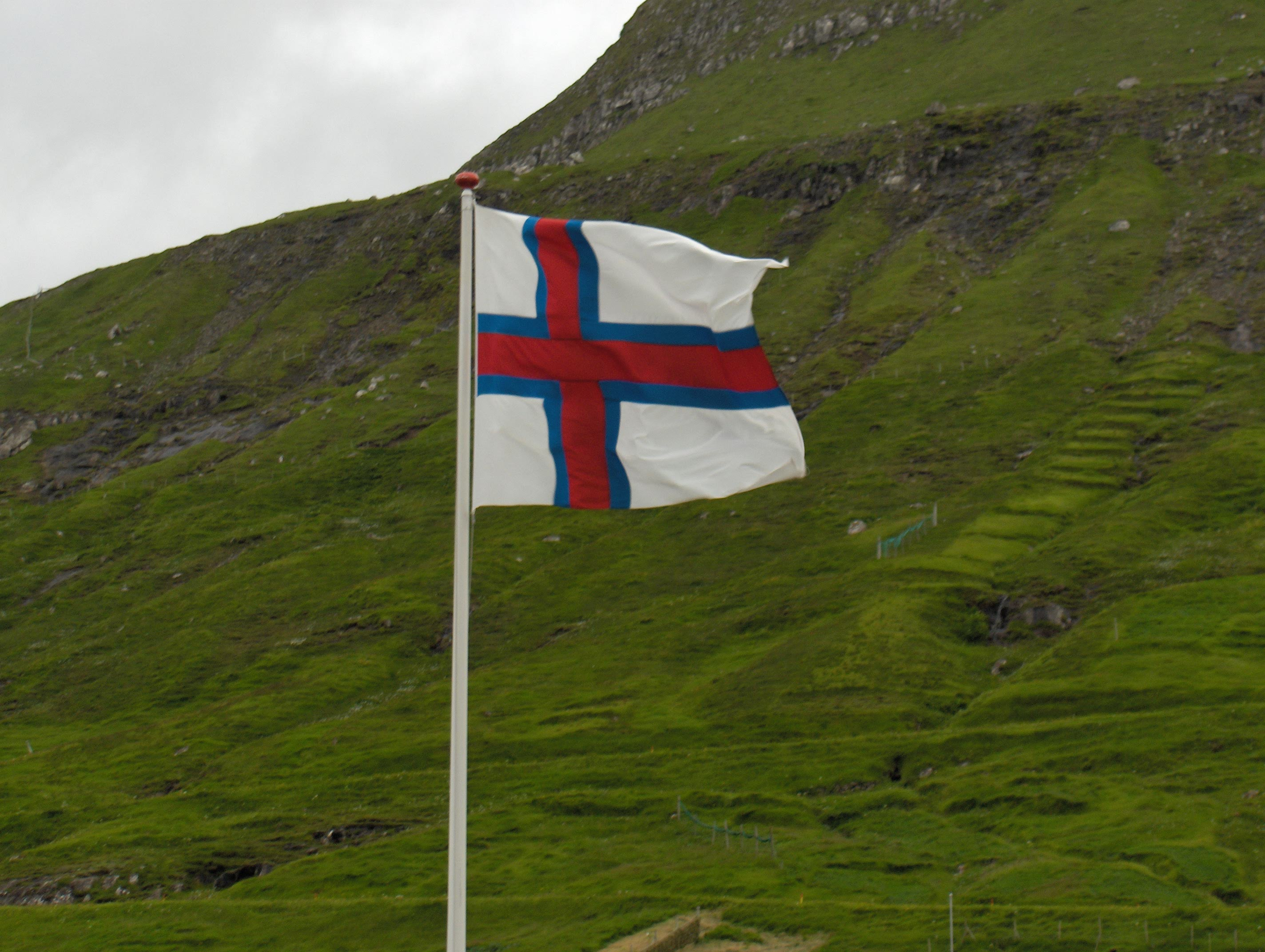
Merkið bij Funningur, Eysturoy

De moderne Faeröerse vlag werd in 1919 ontworpen door Jens Oliver Lisberg en anderen tijdens hun studie in Kopenhagen. De eerste keer dat Merkið op de Faeröer werd gehesen was op 22 juni van dat jaar in Fámjin ter gelegenheid van een bruiloft. Op 25 april 1940 keurde de Britse bezettingsregering de vlag goed voor gebruik door schepen van de Faeröer, tijdens de ambtstermijn van Carl Aage Hilbert als Deense prefect. Groot-Brittannië wilde niet dat dezelfde vlag werd gebruikt als het door Duitsland bezette Denemarken. 25 april wordt nog steeds gevierd als Flaggdagur en is een nationale feestdag. Met de Home Rule Act van 23 maart 1948 werd de vlag door de Deense regering erkend als de nationale vlag van de Faeröer. De originele vlag hangt in de kerk van Fámjin in Suðuroy.

? De vlag van de Unie van Kalmar, waar de Faeröer deel van uitmaakten.
De vlag van Denemarken werd gebruikt voordat de vlag van de Faeröer officieel werd.
? De oude vlag.
? Huidige vlag van de Faeröer.